# Lenguas drual
Drual es un pequeño grupo de lenguas aborígenes de Australia de la familia de las Kulinic. Los dos idiomas son,
- Bungandidj (Buwandik)
- Dhauwurd Wurrung

El Idioma warrnambool comparte algunas características con Bungandidj, pero está demasiado mal certificado para clasificarlo de forma segura.
- Datos: Q5308767